# Urania (fregata)
L'Urania è stata una fregata della Real Marina del Regno delle Due Sicilie, varata il 15 gennaio 1834 ed avviata al disarmo intorno al 1860, dopo l'invasione del Regno delle Due Sicilie da parte dell'Armata Sarda.

## Storia
Non si conosce molto della sua vita operativa, tranne che fu certamente adibita al ruolo di nave scuola per giovani ufficiali. Fu in questa veste che nel 1844, al comando del capitano di fregata Eugenio Rodriguez, effettuò un viaggio transoceanico verso il Brasile.
Il viaggio ha portato alla pubblicazione di due libri ed un atlante, tuttora conservati presso l'Istituto Idrografico della Marina di Genova.